# Tetronarce
Tetronarce – rodzaj morskich ryb chrzęstnoszkieletowych z rodziny drętwowatych (Torpedinidae).

## Rozmieszczenie geograficzne
Do rodzaju należą gatunki występujące w wodach oceanów – Atlantyckiego, Indyjskiego i Spokojnego.

## Morfologia
Długość ciała do 154 cm; masa ciała (największa opublikowana) do 60 kg.

## Systematyka
Rodzaj zdefiniował w 1862 roku amerykański zoolog (teriologia, ichtiologia i malakologia) Theodore Nicholas Gill w artykule poświęconym analitycznemu streszczeniu rzędu koleniokształtnych i rewizji nomenklatorycznej rodzajów, opublikowanym w czasopiśmie Annals of the Lyceum of Natural History of New York. Gatunkiem typowym jest (oryginalne oznaczenie) T. occidentalis.

### Etymologia
- Tetronarce (Tetronarcine, Tetranarce): gr. τετρα- tetra- ‘cztero-’, od τεσσαρες tessares ‘cztery’; ναρκη narkē ‘każda elektryczna ryba, która powoduje uczucie drętwienia przy dotknięciu’[8].
- Gymnotorpedo: gr. γυμνος gumnos ‘goły, nagi’[9]; rodzaj Torpedo Duméril, 1805. Gatunek typowy (późniejsze oznaczenie): Torpedo occidentalis Storer, 1843[10].
- Notastrape: gr. -νωτος -nōtos ‘-tyły, -grzbiety’, od νωτον nōton ‘tył, grzbiet’[11]; rodzaj Astrape Müller & Henle, 1837. Gatunek typowy (oryginalne oznaczenie): Notastrape macneilli Whitley, 1932 (= Torpedo nobiliana Bonaparte, 1835).

### Podział systematyczny
Do rodzaju należą następujące gatunki:
- Tetronarce californica (Ayres, 1855) – drętwa kalifornijska[12]
- Tetronarce cowleyi Ebert, Haas & Carvalho, 2015
- Tetronarce formosa (Haas & Ebert, 2006)
- Tetronarce nobiliana (Bonaparte, 1835) – drętwa brunatna[13]
- Tetronarce occidentalis (Storer, 1843)
- Tetronarce puelcha (Lahille, 1926)
- Tetronarce tokionis (Tanaka, 1908)
- Tetronarce tremens (de Buen, 1959)